# Jean Gau
Jean Gau est un navigateur français né le 17 février 1902 à Sérignan et décédé le 14 février 1979 à Pézenas,.

## Biographie
À 25 ans, ce fils de vigneron ayant eu quelques démêlés avec la justice quitte tout pour New York, prend la nationalité américaine et devient cuisinier dans de grands restaurants. En 1931, au bout de deux années d'économie il achète une goélette de 12 mètres : l'Onda II, il attendra quatre ans avant de naviguer au long cours, s'échoue en Espagne, à l'entrée de Cadix, après sa première traversée de l'Atlantique en 1937.
En 1945, il rachète un Tahiti Ketch de 11 mètres qu'il baptise Atom, ses voyages ne seront pas des croisières tranquilles et il est confronté à toutes sortes d'incidents qui sont parfois sérieux.
Lui, qui au départ ne connaissait rien à la navigation, devient au fur et à mesure un spécialiste, ce qui ne l'empêche pas pendant son 1er tour du monde (1953-1957) de manquer de se fracasser sur une île, d'être emporté par une déferlante et de flirter avec les récifs de Warriors, lors de son 2e tour du monde (1962-1968), il dérive durant 3 jours dans le Pacifique, chavire près du cap de Bonne-Espérance et s'échoue sur les rochers de Warriors. «Être seul en mer pendant des semaines, des mois, ne me dérange nullement. Explique-t-il. Loin des contraintes de la civilisation, je me sens un autre homme. D’ailleurs, je ne suis pas seul, à vrai dire et considère mon navire comme un être vivant, intelligent et sensible. Cet assemblage de bois, de fer et de toile devient une chose vivante sous l’action du vent. Je l’aime comme un bon serviteur, comme un cavalier aime son cheval, en un mot, comme un ami.»
Au cours de ses escales, il rencontrera entre autres Moitessier, Errol Flynn et Winston Churchill. Au total il aura traversé dix fois l'Atlantique.

## Caractéristiques de ses bateaux

### Onda II (1931-1937)
- longueur : 12,00 m
- largeur : 2,50 m
- tirant d'eau : 2,00 m
- voilure : 65 mètres carrés
- Matériau : acajou

### Atom (1945-1973)
- longueur : 8,98 m
- largeur : 3,05 m
- tirant d'eau : 1,22 m
- poids : 8,5 t
- voilure : 82,50 mètres carrés
- type de voilier : Tahiti Ketch
- Architecte : John Hannah
- Constructeur de bateaux: Bjorn Egeli [Bjorn Egeli]